# Kristiansands domprosteri

Prosterier i Agder og Telemarks stift. Det röda området på kartan är Kristiansands domprosteri.

Kristiansands domprosteri (norska: Kristiansand domprosti) är ett kontrakt (prosteri, norska: prosti) i Agder og Telemarks stift inom Norska kyrkan. Kontraktet omfattar Kristiansands kommun i Agder fylke i södra Norge.

## Socknar
Kristiansands domprosteri består av 15 socknar (norska: sokn eller sogn):
- Finslands socken
- Flekkerøy socken
- Greipstads socken
- Grims socken
- Hellemyrs socken
- Hånes socken
- Kristiansands domkyrkas socken
- Lunds socken
- Oddernes socken
- Randesunds socken
- Søgne socken
- Torridals socken
- Tveits socken
- Voie socken
- Vågsbygds socken